# مذكرات فتاة الغيشا (فلم)
مذكرات فتاة الغيشا (بالإنجليزية: Memoirs of a Geisha) هو فيلم تراجيدي رومانسي أمريكي صدر في 2005، وهو مأخوذ عن رواية مذكرات فتاة الغيشا، والتي صدرت عام 1997 للمؤلف الأمريكي آرثر غولدن. والفيلم من إنتاج شركة أمبلن إنترتينمنت التابعة للمخرج ستيفن سبيلبرغ وإضافةً لشركة وسبايغلاس إنترتينمنت. تم إخراج الفيلم من قبل المخرج الأمريكي روب مارشال. قامت بتوزيعه في الولايات المتحدة شركة كولومبيا بيكشرز ودريم ووركس في 9 ديسمبر، 2005. الفيلم من بطولة زانج زيي، و‌كين واتانابي، و‌جونج لي، و‌ميشيل يوه، و‌يوكي كودو، وسوزوكا أوهجو. تلعب أوغو دور سايوري الطفلة في الفيلم، والذي تم تصوير مشاهده في جنوبي وشمال كاليفورنيا إضافة إلى عدة مواقع في كيوتو منها معبد كيوميزو و‌ضريح فوشيمي إناري.
تتمحور قصة الفيلم حول فتاة صغيرة تدعى شايو ساكاموتو التي تم بيعها من قبل عائلتها كأمة. ومن ثم أرسلتها عائلتها الجديدة للمدرسة لتصبح غيشا (راقصة ومغنية يابانية). قصة الفيلم هو عموماً عن شايو البليغة وصراعها للعثور على الحب كفتاة غيشا. رشح الفيلم وحاز على عدد من الجوائز، من بينها ست ترشيحات لجوائز الأكاديمية نال منها ثلاث: أفضل تصوير سينمائي، أفضل إخراج فني، أفضل تصميم أزياء.
النسخة اليابانية من الفيلم حملت عنوان « سايوري » (SAYURI) استناداً على شخصية الفيلم الرئيسية التي أعيد تسميتها كسايوري ضمن أحداث الفيلم عندما تصبح مساعدة غيشا (أي ميهكو).

## إستقبال
حقق الفيلم عالمياً 158 مليون دولار، فيما بلغت ميزانيته 85 مليون دولار أمريكي.

## وصلات خارجية
- الموقع الرسمي
- مقالات تستعمل روابط فنية بلا صلة مع ويكي بيانات